# Peter Brinkmann

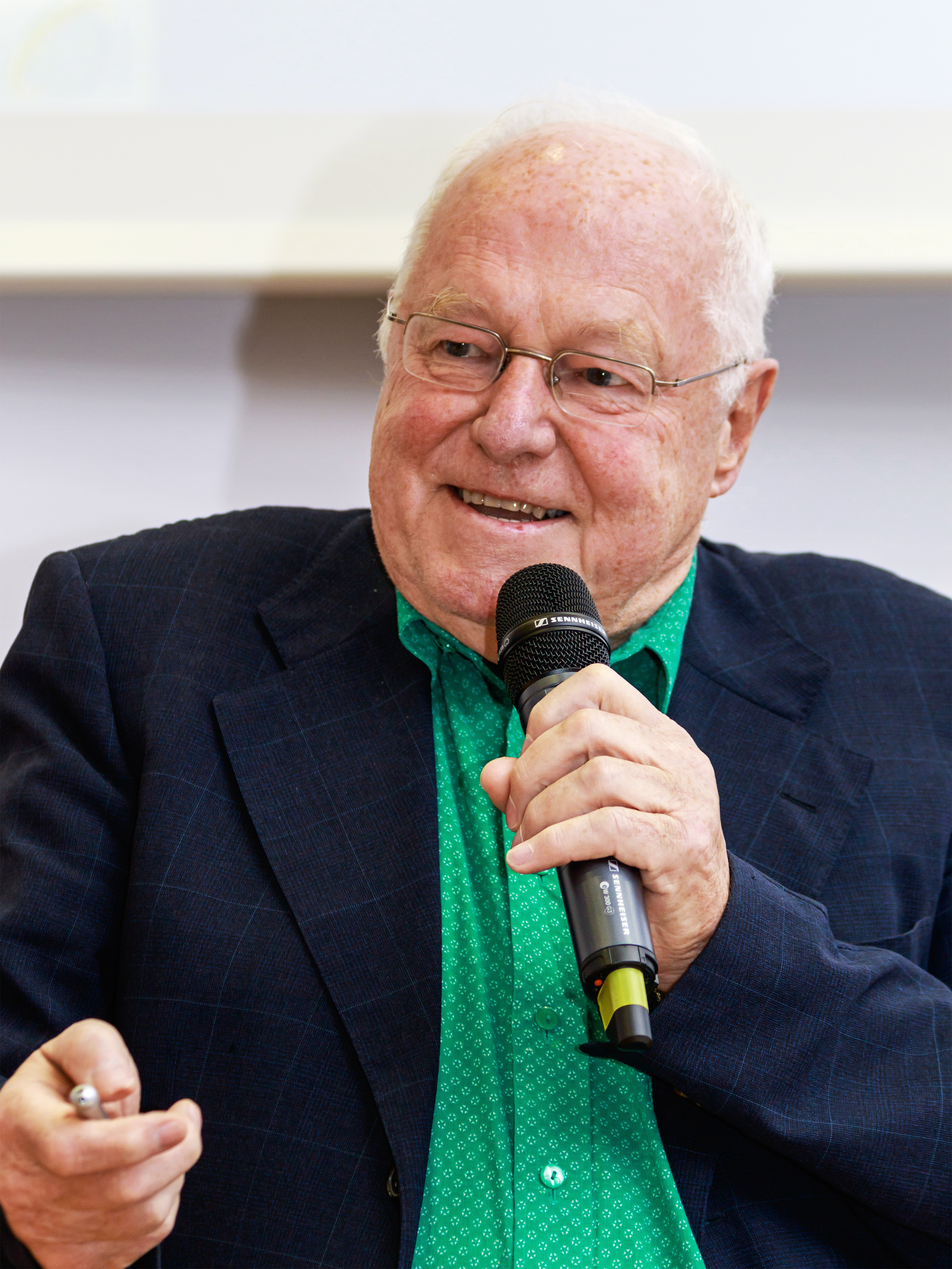
Peter Brinkmann (2015)

Peter Brinkmann (* 15. März 1945 in Cloppenburg) ist ein deutscher Journalist.

## Leben
Nach dem Abitur verpflichtete sich Brinkmann als Zeitsoldat bei der Bundeswehr. Die Dienstzeit beendete er als Oberleutnant der Reserve. Anschließend studierte er von 1968 bis 1975 Jura, Volkswirtschaft und Politik an den Universitäten in Innsbruck, Münster, Hamburg und Lüneburg. Das Studium beendete er mit der Ersten Juristischen Staatsprüfung. Ab 1975 arbeitete Brinkmann als Journalist für die damals in Bonn ansässige Tageszeitung Die Welt, anschließend als Wirtschaftsredakteur für die Hamburg-Ausgabe der Bild. Ende der 1980er Jahre wechselte er zur Hamburger Morgenpost, um aber einige Zeit später zur Bild-Zeitung zurückzukehren, die ihn in der Wendezeit als Korrespondenten in die DDR schickte. Einem breiten Fernsehpublikum wurde er als einer der Fragesteller bei der Maueröffnungs-Pressekonferenz mit dem SED-Politbüro-Mitglied und ZK-Sekretär Günter Schabowski bekannt.
Danach setzte ihn die Bild-Zeitung als Irak-Korrespondenten während des Ersten Golfkrieges ein. Bekannt ist das Pressebild, das den von einer Bombenexplosion im Gesicht schwer gezeichneten Brinkmann in einem Bagdader Krankenhausbett zeigt, während er von Saddam Hussein besucht wird. Seine letzte Position bei der Bild-Zeitung war Bürochef in der damaligen Bundeshauptstadt Bonn.
Nach einem kurzen Intermezzo als Bonner Büroleiter für die Zeitschrift Tango ging Brinkmann wieder zur Hamburger Morgenpost. Von hier wechselte er zum Berliner Kurier – auch hier war er wieder Bonner Bürochef. Von 1998 bis 2010 war Peter Brinkmann für die Zeitung als Chefkorrespondent für Politik, Wirtschaft und Recht im Hauptstadt-Büro tätig, seitdem ist er freier Journalist.
Seit 2002 moderiert er auch die Sendung Standort Berlin im Lokalsender TV Berlin, seit 2013 ebenda mitverantwortlich auch für die Interview-Sendungen Brinkmann und Asmuth und Brinkmann & König zusammen mit dem österreichischen Journalisten Ewald König.

## Nähe zu Aserbaidschan
Im März 2021 berichtete Vice über die Verwicklung von TV Berlin und Peter Brinkmann in die Aserbaidschan-Affäre. TV Berlin ist hiernach „ein gekaufter Berliner Lokalsender“, der für Aserbaidschan „regimefreundliche Interviews sendet“. Direkt verwiesen wird auf ein Interview von Peter Brinkmann mit Karin Strenz, das angesichts der fehlenden kritischen Nachfragen als Beispiel genannt wird, „wie man politische Interviews auf keinen Fall führt. Brinkmann ist mehr Stichwortgeber als kritischer Journalist.“ Im Interview waren sich Brinkmann und Strenz „einig über die Frage, wer in Bergkarabach Schuld trägt (Armenien) – und wer nicht (Aserbaidschan)“.

## Publikationen
- Schlagzeilenjagd. Bastei-Lübbe, Bergisch Gladbach 1993, ISBN 3-404-60358-3.
- Zeuge vor Ort – Korrespondent in der DDR '89/90, edition ost, Berlin 2014, ISBN 978-3-360-01860-1.
- Die NATO-Expansion – Deutsche Einheit und Ost-Erweiterung, edition ost, Berlin 2015, ISBN 978-3-360-01873-1.